# Capela da Boeira
A Capela da Boeira é um monumento religioso na freguesia de Sabóia, no Município de Odemira, em Portugal.

## Descrição e história
O imóvel está situado na Herdade da Boeira, nas imediações da povoação de Portela da Fonte Santa, na freguesia de Sabóia. Está inserida na área protegida do Sítio de Interesse Comunitário Monchique, no âmbito do Plano Sectorial da Rede Natura 2000.
Consiste numa capela de propriedade privada, apresentando uma arquitectura ecléctica e revivalista de inspiração neogótica, sendo desta forma uma continuação das tendências neomedievalistas dos finais do século XIX. É considerada como um dos mais importantes monumentos em Sabóia, constituindo um testemunho da identidade local. Apresenta uma planta longitudinal, formada por uma nave e um volume adossado a Oeste para a sacristia, e tem um alpendre na entrada, suportado por dois pilares de cantaria. A capela em si tem um telhado de duas águas, enquanto que o do alpendre é de três águas, e só de uma na sacristia. A fachada principal tem um só pano, ladeada por cunhais com efeito denteado, e termina numa empena com cruz em cantaria sobre um plinto. No canto direito tem um pequeno campanário em espadana, (es) com arco de volta perfeita. A porta principal tem um arco de forma ogival em cantaria, e é encimada por um óculo de forma circular, com moldura em cantaria. A fachada ocidental está aberta por duas frestas de forma ogival, com moldura de forma dentada, enquanto que o volume da sacristia tem janela no lado Oeste uma porta a Sul. O alçado Norte também possui duas frestas ogivais com moldura denteada, e termina numa empena. Na parede oriental rasgam-se duas frestas de forma idêntica às das outras fachadas. O interior está organizado num só espaço, com cobertura em forro de madeira de três planos, e janelas com vidros em tons azuis e brancos. O acesso à sacristia é feito através de uma porta no lado do evangelho. A capela-mor está separada da nave apenas por um degrau, possuindo um altar em madeira com sacrário ladeado por tocheiros. Na parede do fundo situa-se uma imagem dedicada a Nossa Senhora de Fátima, suportada por uma mísula em pedra.
Foi provavelmente construída na década de 1920. Em 2013, a Capela da Boeira foi integrada num percurso temático de visita às freguesias de Sabóia e Pereiras-Gare, no âmbito do programa Visitar Odemira, organizado pela Câmara Municipal.